# Ivo Veit
Ivo Veit (* 18. Januar 1910 in Höchst am Main; † 19. März 1984 in Berlin) war ein deutscher Schauspieler, Kabarettist und Rundfunkregisseur.

## Die frühen Jahre
Veit hatte in Frankfurt von 1930 bis 1932 die Schauspielschule besucht und noch während dieser Zeit 1931 seinen Einstand in dem Goethe-Stück Götz von Berlichingen gegeben. 1932 trat er bei den Römerbergfestspielen sein erstes Festengagement an. Es folgten in kurzen Abständen Verpflichtungen ans Stadttheater von Rostock und an das Schauspielhaus in Frankfurt.

## Zeit des Nationalsozialismus
Kurz nach der nationalsozialistischen Machtergreifung schloss sich Veit Werner Fincks Kabarett Die Katakombe an. Bald stand das gesamte Ensemble dieser Kleinkunstbühne, einer der letzten künstlerischen Institutionen im Reich, die sich noch nicht dem Willen und der Kontrolle der neuen Machthaber bedingungslos unterworfen hatten und wo, sehr zum Missfallen des Propagandaministeriums noch immer Scherze auf Kosten des NS-Regimes getrieben wurden, im Fokus der scharfen Beobachtung durch die Geheime Staatspolizei.

„Die dort aufgeführten Sketche ‚Fragment vom Schneider‘ und ‚Fragment vom Zahnarzt‘ sollten das Faß zum Überlaufen bringen. Ein Gestapo-Dossier vom 6. Mai 1935 konstatierte: ‚Die Darbietungen stehen durchweg auf einem sehr niedrigen Niveau und sind fast ausschließlich politisch beeinflußt. Sie stellen so ziemlich das Übelste an politischer Brunnenvergiftung dar, wie sie im neuen Staat überhaupt noch möglich sein kann. Bei jedem politischen Angriff, mag er auch noch so versteckt sein, rast das eigenartig zusammengesetzte Publikum Beifall. Es wartet nur auf das politische Stichwort, das oft nur in einer zynischen Andeutung besteht. Besonders gefährlich scheint der pazifistische Einschlag in den Darbietungen, in denen alles Militärische verächtlich gemacht wird. Es hat sich bei dieser Art Kabarett gegen früher nichts geändert. Die Personen, die hauptsächlich peinlich und hetzerisch wirken, sind Werner Finck, Heinrich Giesen und Ivo Veit‘.“

Daraufhin wurde „Die Katakombe“ augenblicklich geschlossen. Veit, der im Fragment vom Schneider den Schneider spielte, während Finck den Kunden gab, hatte Glück im Unglück: Anders als seine Mitstreiter Finck, Giesen, Walter Lieck, Ekkehard Arendt, Günther Lüders und der Zeichner und Karikaturist Walter Trautschold, älterer Bruder der Schauspielerin Ilse Trautschold, die verhaftet und im Mai 1935 auf Anweisung von Goebbels als „Disziplinierungsmaßnahme“ für sechs Wochen in das KZ Esterwegen im Emsland verbracht wurden, blieb Veit trotz der massiven Vorwürfe ungeschoren. Er konnte ab 1937 eine Anstellung beim Fernsehsender Berlin finden und wurde erst 1941 eingezogen. In dieser Zeit absolvierte er auch einen kurzen Auftritt in dem antisowjetischen NS-Propagandafilm G.P.U. des Parteigängers Karl Ritter. Sich selbst sah er angesichts seines höchst ambivalenten Verhaltens zur Zeit der Hitler-Diktatur in der Rückbetrachtung denn auch nicht als militanten Nazi-Verächter. Seine Begründung für das Engagement bei der „Katakombe“ lautete nach Kriegsende wie folgt: „Die Mitarbeiter der Katakombe waren nicht irgend welche Widerstandskämpfer oder etwas ähnliches. Sondern wir waren eine Ansammlung von Leuten, die nicht mitmachen wollten.“

## Nachkriegstätigkeit beim RIAS Berlin
Nach der Entlassung aus der Kriegsgefangenschaft 1946 kehrte Veit zum Rundfunk in die Reichshauptstadt zurück, zwei Jahre darauf wurde er vom RIAS verpflichtet. Dort wirkte er vor allem als Regisseur. Bekannt wurden die Sendereihen Mach mit, seine erste große RIAS-Produktion (bis 1954), und von 1950 bis 1952 Familie Buchholz, Berliner Geschichten frei nach Julius Stinde. 1957–1964 führte er bei der beliebten Familienserie Pension Spreewitz – Kleine Geschichten im großen Berlin Regie. 1964–1979 konzentrierte er sich auf die Hörspielreihe Damals war’s – Geschichten aus dem alten Berlin.

## Filmografie
- 1937: Nachts ging das Telefon (Fernsehfilm)
- 1939: Ein schwieriger Fall (Kurzfilm, auch Drehbuchmitarbeit)
- 1942: GPU  – Regie: Karl Ritter
- 1952: Heimweh nach Dir – Regie: Robert Adolf Stemmle
- 1953: Auf der grünen Wiese
- 1967: Die Witzakademie

## Hörspiele
Die ARD-Hörspieldatenbank verzeichnet 344 Hörspielproduktionen des RIAS, bei denen Ivo Veit die Regie führte.
- 1949 Curth Flatow: Beinahe friedensmäßig
- 1950–1952 Familie Buchholz
- 1957 Für zwei Mark fünzig Glück
- 1957–1964 Pension Spreewitz
- 1958 Genoveva – oder der gute Geist des Hauses
- 1964–1978 Damals war’s – Geschichten aus dem alten Berlin (in den Geschichten 1–30 mit 348 Folgen führte er Regie, von insgesamt 40 Geschichten in 426 Folgen)
- 1964 Die Koblanks
- 1964 Frau Hempels Tochter
- 1965 Spreemann & Co.
- 1965 Berliner Rangen
- 1966 Der Millionenbauer
- 1966–1967 Die süße Anna
- 1967 Die Bräutigame der Babette Bomberling
- 1967–1968 Zirkus Renz
- 1968–1969 Die Eisrieke
- 1969 Steinmüllers Erben
- 1969–1970 Berta Wegemanns Wege
- 1970 Die Väter der Felicitas
- 1970 Herr Kanzleirat Ziepke
- 1971 Drei Spatzen unterm Dach
- 1971 Der jemütliche Justav
- 1972 Giese gegen Giesebrecht
- 1972–1973 Hansemann & Söhne
- 1973 Die Havelnixe
- 1973 Der Storch in der Linde
- 1974 Romeo und Julchen
- 1974 Der stramme Max
- 1975 Die selije Cornelje
- 1975 Bruno Brieses Bräute
- 1976 Krösus Krause
- 1976 Die Kuckuckseier
- 1977 Der herrschaftliche Ferdinand
- 1977–1978 Wilhelm Wittes Witwe
- 1978 Das fleißige Lieschen
- 1978–1979 Der Herr im Haus
- 1979 Die flotte Charlotte

Bei den nachfolgend aufgeführten Produktionen war er als Sprecher im Einsatz.
- 19??: Die guten Feinde  (Dr. Schubert) – Regie: Theodor Mühlen (Berliner Rundfunk)
- 1947: Schneider Wibbel – Regie: Hanns Korngiebel (RIAS)
- 1948: Florian Geyer (Pfarrer Bubenleben) – Regie: Hannes Küpper (Berliner Rundfunk)
- 1949: Ehe der Monsun kam (Clerk) – Regie: Robert Adolf Stemmle (NWDR Berlin)
- 1949: Ein Kardinal klagt an – Regie: Erik Ode (RIAS)
- 1949: Der gestiefelte Kater (Amtmann) – Regie: Robert Adolf Stemmle (NWDR Berlin)
- 1950: Besondere Kennzeichen? (Rundfunksprecher) – Regie: Hanns Korngiebel (RIAS)
- 1950: Moby Dick (Der Prophet) – Regie: Josef Pelz von Felinau  (SWF)
- 1960: Wolfgang Neuss, Herbert Kundler: Der Mann mit der Pauke in „Wir Kellerkinder“. Ein deutscher Heimatfilm von Wolfgang Neuss, zum Hören eingerichtet von Herbert W. Kundler (Herr Briehl, Antiquitätenhändler) – Regie: Wolfgang Spier (RIAS Berlin / NDR)